# Castle Rock (Colorado)
Castle Rock è una città degli Stati Uniti d'America, situata nella Contea di Douglas, nello Stato del Colorado. Nel 2016 la popolazione era stimata in 57.666 abitanti.